# Alipo
Alipo (Sicione, V secolo a.C. – IV secolo a.C.) è stato uno scultore greco antico.
Allievo di Naucide e appartenente alla scuola policletea di seconda generazione, collaborò al Monumento dei navarchi di Sparta fatto erigere da Lisandro a Delfi dopo la battaglia di Egospotami con il bottino della vittoria. Il donario fu una grande opera bronzea alla quale collaborarono diversi bronzisti della scuola policletea: una base, della quale si conservano i resti a Delfi, reggeva 37 statue raffiguranti dei e comandanti della flotta spartana che avevano accompagnato Lisandro in battaglia. Pausania il Periegeta attribuisce a Alipo sette statue di navarchi (Paus., X, 9.7-10); del bronzista di Sicione resta la firma sulla base del monumento.
Pausania gli attribuisce inoltre alcune statue di vincitori olimpici nelle gare tra fanciulli (Paus., VI, 1.3; VI, 8.5).